# آرتسرون بربریان
آرتسرون آرمناکی بربریان (به ارمنی: Արծրուն Արմենակի Բերբերյան) در سال ۱۹۲۵ در شهر تفلیس به دنیا آمد. لیدا بربریان خواهر وی است. در نوجوانی به همراه خانواده به تبریز رفت و از همان زمان آموزش نقره‌کاری را نزد استادان شهر آغاز نمود. وی در سال ۱۹۴۶ راهی تهران شد و فعالیت حرفه ای خویش را در این شهر ادامه داد و در نهایت در سال ۱۹۶۳ به ارمنستان مهاجرت نمود و ساکن ایروان گشت در ارمنستان موفق به کسب درجات بالای هنری شد و به عنوان استاد نقره‌کار مشهور گردید. آثار هنری وی در نمایشگاه‌های متعددی در شهرهای مسکو، سن پترزبورگ، روتردام، ژنو، لوزان، هلسینکی، کپنهاگ و غیره در معرض دید عموم قرار گرفته و مورد استقبال واقع شده است. آثار وی در موزه ساردارآباد ارمنستان نگهداری و در معرض نمایش عموم قرار دارد. آرزرون بربریان در سال ۱۹۹۴ در ایروان درگذشت.

## کتابشناسی
- آلبوم آرتسرون بربریان[۶]